# A vallás Amerikában
Az amerikai kontinensen vallási hovatartozás szerint túlnyomóan keresztények élnek. Két nagy földrajzi zóna különíthető el: Amerika északi részét a Rio Grande folyóig Angol-Amerikának, az ettől délre eső részt Latin-Amerikának nevezik. Ez a két nagy földrajzi zóna két vallásföldrajzi régióhoz is kötődik.

## Történelem
Kolumbusz Kristóf érkezése előtt (1492) három jelentős indián kultúrnép élt a középkori amerikai kontinensen: az aztékok (Mexikó), a maják (Közép-Amerika) és az inkák (Peru, Ecuador, Bolívia). Politeista vallásukban megtalálható volt a Teremtő Isten, a legfőbb isten képzete is (pl. a perui Viracocha, az azték Quetzalcoatl). A jó és rossz etikai fogalmát nem ismerték, bár vallásukra a dualisztikus felfogás jellemző volt, mint például: világosság-sötétség, élet-halál stb.
Dél-Amerika alacsonyabb kultúrszinten álló indián törzsei totemisztikus-animista vallási hiedelmeiben is helyet kaptak a teremtő szellemek.
A hódító spanyolok és portugálok brutálisan kényszerítették gyarmati rendszerükbe az indiánokat. Krisztus nevét hordták az ajkukon, de legtöbbjüknél a gyors meggazdagodás, a vagyonszerzés volt a cél. Rabszolgasorsra kényszerítették az indiánokat, az ellenállókat pedig könyörtelenül lemészárolták. Ürügy sokszor a kereszténység volt: csak erős kézzel taníthatják meg az "alacsonyrendű vadak"at a keresztény hit elemeire. A valóságban ingyenes munkaerőt szerettek volna maguknak.
A missziókat kezdetben ugyanolyan indíttatásból vezették, mint a reconquistát a mórok ellen. Az ibériai-katolicizmust honosították meg, és gyarmati szervezetet hoztak létre az Újvilágban.
Amikor bebizonyosodott, hogy az indiánok nem alkalmasak a kemény rabszolgamunkára, Afrikából behurcolt fekete rabszolgákkal pótolták a kiirtott lakosságot. Ez a folyamat a későbbiekben hatalmas méreteket öltött. A becslések szerint csak Brazíliába 3,6 millió fekete rabszolgát hurcoltak be, kb. három évszázad alatt. Leszármazottaikat ma több mint 35 millió főre becsülik. Erős az afrikai népréteg még Kolumbiában és a Karib-szigeteken. Az Afrikából behurcoltak sorsa még borzasztóbb volt az indiánoknál. A behajózottak fele már a tengeri úton elpusztult. Megérkezésükkor eladták őket az embervásárokon. A misszionáriusok megpróbáltak testi-lelki segítséget nyújtani a szerencsétleneknek. Szinte kivétel nélkül mindegyiket megkeresztelték.
A feketék a kereszténységet csak felületesen ismerték meg (és talán sokan nem is akarták teljesen elfogadni). A katolikus szentek tisztelete és a katolikus szertartások mögött továbbra is folytatták Afrikából hozott vallási életüket, szokásaikat, hiedelmeiket, és így szinkretista afroamerikai kultuszok jöttek létre. Brazíliában ma külön vallási közösséget is alkotnak, pl. az umbandát (afrobrazil spiritizmus), melynek szertartásait sok katolikus is látogatja. Hasonló a venezuelai Maria Lionza vallás is. Jellemző afrikai eredetű kultusz a vudu (főleg Haitin), a santería (főleg Kubában) és a candomblé (Brazíliában).
Közép-Amerikában a függetlenné válás idejére (19. század) a népesség túlnyomó része – a korábbi ellenállás dacára – katolikussá lett, bár egyes indián csoportok szintén csak felületesen tértek meg. Egyes államokban (pl. Costa Rica) a katolicizmust államvallássá tették. Guatemalában az 1870-es forradalom radikális szakadást idézett elő az állam és az egyház között. Hasonló helyzet következett be Mexikóban is 1872-ben. Itt 1915-ben egyházüldözés is fellángolt: kiszorították az egyházat a közéletből.
A 19. század második felétől özönlöttek az európai bevándorlók az amerikai kontinensre (Dél-Amerikába is). A Dél-Amerikába érkező bevándorlók mintegy 90%-a megkeresztelt katolikus volt. Ebben az időben viszont a protestantizmus megjelent Latin-Amerikában, és lassan teret nyert. Az első protestáns csoportok 1826-ban érkeztek Argentínába: skót presbiteriánusok és walesi anglikán juhtenyésztők. Az első német telepesek 1823-ban érkeztek Dél-Brazíliába, Argentínába és Chilébe. Ezek jelentős része lutheránus volt.
Latin-Amerikában a 19. század végéig a protestánsok száma csak lassan nőtt. Ezután a 20. században hirtelen növekedés lépett fel, részben a protestáns bevándorlók, de inkább az USA-ból származó és támogatott kisegyházak és szekták missziós tevékenysége révén.

## Vallásföldrajzi régiók

A vallásosak aránya Észak-Amerikában 2010-2012-es adatok alapján

- Angol-Amerika: Észak-Amerikának ezen a részén két óriási területű ország, Kanada és az Egyesült Államok osztozik. Az igen változatos vallási struktúrába protestáns felekezetek (legnagyobbak: baptista, metodista, presbiteriánus, lutheránus, anglikán stb. egyházak), a római katolikus egyház, továbbá növekvő számú és terjedő szabad egyházak és szekták, ortodox keresztények, muszlimok, zsidók, hinduk, buddhisták és különféle alternatív új vallások tartoznak. Magas a felekezethez nem tartozók aránya (kb. a lakosság 1/4-e), ennek ellenére az angol-amerikai lakosság a keresztény világ egyik legvallásosabb népessége. Az ateisták és nem-hívők aránya viszonylag alacsony (kb. 7%).[1]

A területi vallási megoszlás is igen változatos képet mutat: területenként és városonként. Nagyban függ attól, hogy honnan származnak az egykori bevándorlók és hol telepedtek le. A belső vándorlás és az új mozgalmak evangelizációja sokat módosított a korábbi vallási képen.
- Latin-Amerika Mexikót, Közép- és Dél-Amerikát foglalja magába. A népesség vallási hovatartozása terén a katolicizmus döntő fölénye a jellemző. Itt él a világ katolikusainak több mint 2/5-e. A nagy paphiány, a terjedő kisegyházak és szekták, a nagyfokú valláskeveredés, a súlyos társadalmi problémák (szegénység) okoznak sok gondot a latin-amerikai katolikus egyházban. A bázisközösségek és a felszabadítási teológia próbálnak kiutat találni a nehéz helyzetből. [1]

Minden latin-amerikai országban van protestáns vallási kisebbség is. Ez részben a korábbi és jelenlegi hittérítés, másrészt a protestáns országokból való bevándorlás következménye. A legtöbb protestáns a Karib-térség egyes országaiban, valamint a dél-amerikai országokban él. Ezek főleg lutheránusok, anglikánok, baptisták, metodisták, presbiteriánusok. Gyors növekedést mutatnak az adventisták, a Jehova tanúi, az Utolsó Napok Szentjei és a pünkösdisták is.
A spiritizmus és az afroamerikai kultuszok népszerűsége és terjedése jellemző, elsősorban Brazíliában és a dél-amerikai országokban.
Jelentős számú zsidó (főleg Argentínában), hindu (Guyanában, Suriname-ban, Trinidad és Tobagóban), buddhista és muszlim stb. vallási kisebbség él Latin-Amerikában.
A vallási közömbösség, vallástalanság, ateizmus terjedése Latin-Amerikában is az iparosodás, az urbanizáció, a materializmus, az elvilágiasodás és a vallásellenes ideológiák velejárója. Ez különösen Uruguayban, Kubában, Chilében, továbbá Mexikó és Brazília nagyvárosaiban jelentős.
| Vallási megoszlás latin-amerikai országokban (CID-Gallup felmérés, 2010) >>>> | Vallási megoszlás latin-amerikai országokban (CID-Gallup felmérés, 2010) >>>> | Vallási megoszlás latin-amerikai országokban (CID-Gallup felmérés, 2010) >>>> | Vallási megoszlás latin-amerikai országokban (CID-Gallup felmérés, 2010) >>>> | Vallási megoszlás latin-amerikai országokban (CID-Gallup felmérés, 2010) >>>> | Vallási megoszlás latin-amerikai országokban (CID-Gallup felmérés, 2010) >>>> | Vallási megoszlás latin-amerikai országokban (CID-Gallup felmérés, 2010) >>>> |
| --- | ----------------------------------------------------------------------------- | ----------------------------------------------------------------------------- | ----------------------------------------------------------------------------- | ----------------------------------------------------------------------------- | ----------------------------------------------------------------------------- | ----------------------------------------------------------------------------- |
| \| ország \| keresztény (%) \| katolikus (%) \| protestáns (%) \| más vallású (%) \| vallástalan, ateista, agnosztikus (%) \| \| --------------------- \| -------------- \| ------------- \| -------------- \| --------------- \| ------------------------------------- \| \| Argentína \| 80,0 \| 68,7 \| 11,3 \| 2,0 \| 18,0 \| \| Belize \| 71,2 \| 40,1 \| 31,1 \| 12,7 \| 16,1 \| \| Bolívia \| 89,3 \| 72,0 \| 17,3 \| 3,1 \| 7,6 \| \| Brazília \| 81,9 \| 60,5 \| 21,4 \| 5,0 \| 13,1 \| \| Chile \| 64,2 \| 50,5 \| 14,0 \| 2,1 \| 33,4 \| \| Kolumbia \| 90,3 \| 78,3 \| 12,0 \| 1,7 \| 8,0 \| \| Costa Rica \| 81,5 \| 62,8 \| 18,7 \| 4,1 \| 14,4 \| \| Kuba \| 50,7 \| 46,3 \| 4,4 \| 2,0 \| 47,3 \| \| Ecuador \| 77,5 \| 65,2 \| 12,3 \| 2,5 \| 20,0 \| \| Salvador \| 66,4 \| 40,2 \| 26,2 \| 2,0 \| 31,6 \| \| Guatemala \| 74,6 \| 45,1 \| 29,5 \| 1,1 \| 24,3 \| \| Haiti \| 89,4 \| 76,3 \| 13,1 \| 2,3 \| 8,3 \| \| Honduras \| 85,2 \| 49,7 \| 35,5 \| 3,2 \| 11,6 \| \| Mexikó \| 89,0 \| 77,5 \| 11,5 \| 1,3 \| 9,7 \| \| Nicaragua \| 80,1 \| 55,0 \| 25,1 \| 3,1 \| 16,8 \| \| Panama \| 87,6 \| 71,7 \| 15,9 \| 4,4 \| 8,0 \| \| Paraguay \| 94,6 \| 86,2 \| 8,4 \| 2,7 \| 2,7 \| \| Peru \| 92,2 \| 81,8 \| 10,4 \| 1,8 \| 6,0 \| \| Puerto Rico \| 90,9 \| 60,2 \| 30,7 \| 1,0 \| 8,1 \| \| Dominikai Köztársaság \| 78,5 \| 58,5 \| 20,0 \| 7,4 \| 14,1 \| \| Uruguay \| 45,2 \| 32,0 \| 13,2 \| 3,0 \| 51,8 \| \| Venezuela \| 76,7 \| 61,5 \| 15,2 \| 3,0 \| 20,3 \| |                                                                               |                                                                               |                                                                               |                                                                               |                                                                               |                                                                               |
| ország | keresztény (%)                                                                | katolikus (%)                                                                 | protestáns (%)                                                                | más vallású (%)                                                               | vallástalan, ateista, agnosztikus (%)                                         |                                                                               |
| Argentína | 80,0                                                                          | 68,7                                                                          | 11,3                                                                          | 2,0                                                                           | 18,0                                                                          |                                                                               |
| Belize | 71,2                                                                          | 40,1                                                                          | 31,1                                                                          | 12,7                                                                          | 16,1                                                                          |                                                                               |
| Bolívia | 89,3                                                                          | 72,0                                                                          | 17,3                                                                          | 3,1                                                                           | 7,6                                                                           |                                                                               |
| Brazília | 81,9                                                                          | 60,5                                                                          | 21,4                                                                          | 5,0                                                                           | 13,1                                                                          |                                                                               |
| Chile | 64,2                                                                          | 50,5                                                                          | 14,0                                                                          | 2,1                                                                           | 33,4                                                                          |                                                                               |
| Kolumbia | 90,3                                                                          | 78,3                                                                          | 12,0                                                                          | 1,7                                                                           | 8,0                                                                           |                                                                               |
| Costa Rica | 81,5                                                                          | 62,8                                                                          | 18,7                                                                          | 4,1                                                                           | 14,4                                                                          |                                                                               |
| Kuba | 50,7                                                                          | 46,3                                                                          | 4,4                                                                           | 2,0                                                                           | 47,3                                                                          |                                                                               |
| Ecuador | 77,5                                                                          | 65,2                                                                          | 12,3                                                                          | 2,5                                                                           | 20,0                                                                          |                                                                               |
| Salvador | 66,4                                                                          | 40,2                                                                          | 26,2                                                                          | 2,0                                                                           | 31,6                                                                          |                                                                               |
| Guatemala | 74,6                                                                          | 45,1                                                                          | 29,5                                                                          | 1,1                                                                           | 24,3                                                                          |                                                                               |
| Haiti | 89,4                                                                          | 76,3                                                                          | 13,1                                                                          | 2,3                                                                           | 8,3                                                                           |                                                                               |
| Honduras | 85,2                                                                          | 49,7                                                                          | 35,5                                                                          | 3,2                                                                           | 11,6                                                                          |                                                                               |
| Mexikó | 89,0                                                                          | 77,5                                                                          | 11,5                                                                          | 1,3                                                                           | 9,7                                                                           |                                                                               |
| Nicaragua | 80,1                                                                          | 55,0                                                                          | 25,1                                                                          | 3,1                                                                           | 16,8                                                                          |                                                                               |
| Panama | 87,6                                                                          | 71,7                                                                          | 15,9                                                                          | 4,4                                                                           | 8,0                                                                           |                                                                               |
| Paraguay | 94,6                                                                          | 86,2                                                                          | 8,4                                                                           | 2,7                                                                           | 2,7                                                                           |                                                                               |
| Peru | 92,2                                                                          | 81,8                                                                          | 10,4                                                                          | 1,8                                                                           | 6,0                                                                           |                                                                               |
| Puerto Rico | 90,9                                                                          | 60,2                                                                          | 30,7                                                                          | 1,0                                                                           | 8,1                                                                           |                                                                               |
| Dominikai Köztársaság | 78,5                                                                          | 58,5                                                                          | 20,0                                                                          | 7,4                                                                           | 14,1                                                                          |                                                                               |
| Uruguay | 45,2                                                                          | 32,0                                                                          | 13,2                                                                          | 3,0                                                                           | 51,8                                                                          |                                                                               |
| Venezuela | 76,7                                                                          | 61,5                                                                          | 15,2                                                                          | 3,0                                                                           | 20,3                                                                          |                                                                               |

## Országonként
Észak-Amerika vallási megoszlása (Pew felmérés 2010):
| ország (vagy terület)     | népesség    | keresztény  | keresztény % | muszlim   | %     | vallástalan | %      | hindu     | %     | buddhista | %     | népi vallású | %     | más vallású | %     | zsidó     | %     |
| ------------------------- | ----------- | ----------- | ------------ | --------- | ----- | ----------- | ------ | --------- | ----- | --------- | ----- | ------------ | ----- | ----------- | ----- | --------- | ----- |
| Amerikai Egyesült Államok | 310 380 000 | 243 027 540 | 78,30%       | 2 793 420 | 0,90% | 50 902 320  | 16,40% | 1 862 280 | 0,60% | 3 724 560 | 1,20% | 620 760      | 0,20% | 1 862 280   | 0,60% | 5 586 840 | 1,80% |
| Kanada                    | 34 020 000  | 23 473 800  | 69,00%       | 714 420   | 2,10% | 8 062 740   | 23,70% | 476 280   | 1,40% | 272 160   | 0,80% | 408 240      | 1,20% | 306 180     | 0,90% | 340 200   | 1,00% |
| Bermuda                   | 60 000      | 45 000      | 75,00%       | 660       | 1,10% | 11 640      | 19,40% | 0         | 0,00% | 300       | 0,50% | 1 800        | 3,00% | 480         | 0,80% | 180       | 0,30% |
| Grönland                  | 60 000      | 57 660      | 96,10%       | 0         | 0,00% | 1 500       | 2,50%  | 0         | 0,00% | 0         | 0,00% | 480          | 0,80% | 360         | 0,60% | 0         | 0,00% |
| Észak-Amerika             | 344 520 000 | 266 604 000 | 77,38%       | 3 508 500 | 1,02% | 58 978 200  | 17,12% | 2 338 560 | 0,68% | 3 997 020 | 1,16% | 1 031 280    | 0,30% | 2 169 300   | 0,63% | 5 927 220 | 1,72% |

Mexikó és Közép-Amerika vallási megoszlása (Pew felmérés 2010):
| ország                  | népesség    | keresztény  | keresztény % | muszlim | %     | vallástalan | %      | hindu | %     | buddhista | %     | népi vallású | %     | más vallású | %     | zsidó  | %     |
| ----------------------- | ----------- | ----------- | ------------ | ------- | ----- | ----------- | ------ | ----- | ----- | --------- | ----- | ------------ | ----- | ----------- | ----- | ------ | ----- |
| Belize                  | 310 000     | 271 560     | 87,60%       | 310     | 0,10% | 27 590      | 8,90%  | 620   | 0,20% | 1 550     | 0,50% | 4 650        | 1,50% | 310         | 0,10% | 3 100  | 1,00% |
| Costa Rica              | 4 660 000   | 4 235 940   | 90,90%       | 0       | 0,00% | 368 140     | 7,90%  | 0     | 0,00% | 0         | 0,00% | 37 280       | 0,80% | 13 980      | 0,30% | 0      | 0,00% |
| Guatemala               | 14 390 000  | 13 699 280  | 95,20%       | 0       | 0,00% | 589 990     | 4,10%  | 0     | 0,00% | 0         | 0,00% | 86 340       | 0,60% | 10 000      | 0,07% | 0      | 0,00% |
| Honduras                | 7 600 000   | 6 657 600   | 87,60%       | 7 600   | 0,10% | 798 000     | 10,50% | 0     | 0,00% | 7 600     | 0,10% | 83 600       | 1,10% | 45 600      | 0,60% | 0      | 0,00% |
| Mexikó                  | 113 420 000 | 107 862 420 | 95,10%       | 2000    | 0,01% | 5 330 740   | 4,70%  | 0     | 0,00% | 107 000   | 0,07% | 70 000       | 0,06% | 20 000      | 0,02% | 70 000 | 0,06% |
| Nicaragua               | 5 790 000   | 4 967 820   | 85,80%       | 0       | 0,00% | 723 750     | 12,50% | 0     | 0,00% | 0         | 0,00% | 81 060       | 1,40% | 5 790       | 0,10% | 0      | 0,00% |
| Panama                  | 3 520 000   | 3 273 600   | 93,00%       | 24 640  | 0,70% | 168 960     | 4,80%  | 0     | 0,00% | 7 040     | 0,20% | 14 080       | 0,40% | 14 080      | 0,40% | 14 080 | 0,40% |
| Salvador                | 6 190 000   | 5 459 580   | 88,20%       | 0       | 0,00% | 680 900     | 11,00% | 0     | 0,00% | 0         | 0,00% | 30 950       | 0,50% | 18 570      | 0,30% | 0      | 0,00% |
| Mexikó és Közép-Amerika | 155 880 000 | 146 427 800 | 93,94%       | 32 550  | 0,02% | 8 688 070   | 5,57%  | 620   | 0,00% | 16 190    | 0,01% | 407 960      | 0,26% | 128 330     | 0,08% | 87 180 | 0,06% |

A Karib-szigetek vallási megoszlása (Pew felmérés 2010):
| ország (vagy terület)                 | népesség   | keresztény | keresztény % | muszlim | %     | vallástalan | %      | hindu   | %      | buddhista | %     | népi vallású | %      | más vallású | %     | zsidó | %     |
| ------------------------------------- | ---------- | ---------- | ------------ | ------- | ----- | ----------- | ------ | ------- | ------ | --------- | ----- | ------------ | ------ | ----------- | ----- | ----- | ----- |
| Anguilla                              | 20 000     | 18 120     | 90,60%       | 60      | 0,30% | 800         | 4,00%  | 80      | 0,40%  | 0         | 0,00% | 580          | 2,90%  | 320         | 1,60% | 20    | 0,10% |
| Antigua és Barbuda                    | 90 000     | 83 700     | 93,00%       | 540     | 0,60% | 1 530       | 1,70%  | 180     | 0,20%  | 0         | 0,00% | 3 240        | 3,60%  | 900         | 1,00% | 0     | 0,00% |
| Aruba                                 | 110 000    | 101 090    | 91,90%       | 220     | 0,20% | 6 600       | 6,00%  | 0       | 0,00%  | 110       | 0,10% | 1 430        | 1,30%  | 110         | 0,10% | 440   | 0,40% |
| Bahama-szigetek                       | 340 000    | 326 400    | 96,00%       | 340     | 0,10% | 10 540      | 3,10%  | 0       | 0,00%  | 0         | 0,00% | 1 020        | 0,30%  | 1 020       | 0,30% | 0     | 0,00% |
| Barbados                              | 270 000    | 257 040    | 95,20%       | 2 700   | 1,00% | 5 130       | 1,90%  | 1 080   | 0,40%  | 0         | 0,00% | 0            | 0,00%  | 3 780       | 1,40% | 0     | 0,00% |
| Dominikai Közösség                    | 70 000     | 66 080     | 94,40%       | 70      | 0,10% | 350         | 0,50%  | 0       | 0,00%  | 70        | 0,10% | 2 100        | 3,00%  | 1 190       | 1,70% | 0     | 0,00% |
| Dominikai Köztársaság                 | 9 930 000  | 8 738 400  | 88,00%       | 0       | 0,00% | 1 082 370   | 10,90% | 0       | 0,00%  | 0         | 0,00% | 89 370       | 0,90%  | 9 930       | 0,10% | 0     | 0,00% |
| Grenada                               | 100 000    | 96 600     | 96,60%       | 300     | 0,30% | 1 000       | 1,00%  | 700     | 0,70%  | 0         | 0,00% | 1 300        | 1,30%  | 200         | 0,20% | 0     | 0,00% |
| Guadeloupe                            | 460 000    | 441 140    | 95,90%       | 1 840   | 0,40% | 11 500      | 2,50%  | 2 300   | 0,50%  | 0         | 0,00% | 1 840        | 0,40%  | 1 840       | 0,40% | 0     | 0,00% |
| Haiti                                 | 9 990 000  | 8 681 310  | 86,90%       | 0       | 0,00% | 1 058 940   | 10,60% | 0       | 0,00%  | 0         | 0,00% | 219 780      | 2,20%  | 29 970      | 0,30% | 0     | 0,00% |
| Jamaica                               | 2 740 000  | 2 115 280  | 77,20%       | 0       | 0,00% | 471 280     | 17,20% | 0       | 0,00%  | 0         | 0,00% | 123 300      | 4,50%  | 27 400      | 1,00% | 0     | 0,00% |
| Kajmán-szigetek                       | 60 000     | 50 100     | 83,50%       | 240     | 0,40% | 5 640       | 9,40%  | 540     | 0,90%  | 0         | 0,00% | 2 700        | 4,50%  | 360         | 0,60% | 480   | 0,80% |
| Kuba                                  | 11 260 000 | 6 665 920  | 59,20%       | 0       | 0,00% | 2 589 800   | 23,00% | 22 520  | 0,20%  | 0         | 0,00% | 1 959 240    | 17,40% | 0           | 0,00% | 0     | 0,00% |
| Martinique                            | 410 000    | 395 650    | 96,50%       | 820     | 0,20% | 9 430       | 2,30%  | 820     | 0,20%  | 0         | 0,00% | 820          | 0,20%  | 2 460       | 0,60% | 0     | 0,00% |
| Montserrat                            | 5 000      | 4 675      | 93,50%       | 0       | 0,00% | 240         | 4,80%  | 5       | 0,10%  | 0         | 0,00% | 10           | 0,20%  | 75          | 1,50% | 0     | 0,00% |
| Holland Antillák                      | 200 000    | 187 800    | 93,90%       | 400     | 0,20% | 6 600       | 3,30%  | 400     | 0,20%  | 1 000     | 0,50% | 2 400        | 1,20%  | 600         | 0,30% | 600   | 0,30% |
| Puerto Rico                           | 3 750 000  | 3 626 250  | 96,70%       | 0       | 0,00% | 71 250      | 1,90%  | 0       | 0,00%  | 11 250    | 0,30% | 30 000       | 0,80%  | 3 750       | 0,10% | 0     | 0,00% |
| Saint Kitts és Nevis                  | 50 000     | 47 300     | 94,60%       | 150     | 0,30% | 800         | 1,60%  | 750     | 1,50%  | 0         | 0,00% | 650          | 1,30%  | 400         | 0,80% | 0     | 0,00% |
| Saint Lucia                           | 170 000    | 154 870    | 91,10%       | 170     | 0,10% | 10 200      | 6,00%  | 510     | 0,30%  | 0         | 0,00% | 850          | 0,50%  | 3 400       | 2,00% | 0     | 0,00% |
| Saint Vincent és a Grenadine-szigetek | 110 000    | 97 570     | 88,70%       | 1 650   | 1,50% | 2 750       | 2,50%  | 3 740   | 3,40%  | 0         | 0,00% | 2 200        | 2,00%  | 2 200       | 2,00% | 0     | 0,00% |
| Trinidad és Tobago                    | 1 340 000  | 883 060    | 65,90%       | 79 060  | 5,90% | 25 460      | 1,90%  | 304 180 | 22,70% | 4 020     | 0,30% | 25 460       | 1,90%  | 18 760      | 1,40% | 0     | 0,00% |
| Turks- és Caicos-szigetek             | 40 000     | 36 840     | 92,10%       | 0       | 0,00% | 1 840       | 4,60%  | 0       | 0,00%  | 0         | 0,00% | 1 080        | 2,70%  | 240         | 0,60% | 0     | 0,00% |
| Brit Virgin-szigetek                  | 20 000     | 16 900     | 84,50%       | 240     | 1,20% | 780         | 3,90%  | 240     | 1,20%  | 0         | 0,00% | 1 680        | 8,40%  | 160         | 0,80% | 0     | 0,00% |
| Amerikai Virgin-szigetek              | 110 000    | 104 280    | 94,80%       | 110     | 0,10% | 4 070       | 3,70%  | 440     | 0,40%  | 0         | 0,00% | 0            | 0,00%  | 660         | 0,60% | 330   | 0,30% |
| Karib-szigetek                        | 41 645 000 | 33 196 375 | 79,71%       | 88 910  | 0,21% | 5 378 900   | 12,92% | 338 485 | 0,81%  | 16 450    | 0,04% | 2 471 050    | 5,93%  | 109 725     | 0,26% | 1 870 | 0,00% |

Dél-Amerika vallási megoszlása (Pew felmérés 2010):
| ország (vagy terület) | népesség    | keresztény  | keresztény % | muszlim | %      | vallástalan | %      | hindu   | %      | buddhista | %     | népi vallású | %     | más vallású | %     | zsidó   | %     |
| --------------------- | ----------- | ----------- | ------------ | ------- | ------ | ----------- | ------ | ------- | ------ | --------- | ----- | ------------ | ----- | ----------- | ----- | ------- | ----- |
| Argentína             | 40 410 000  | 34 429 320  | 85,20%       | 404 100 | 1,00%  | 4 930 020   | 12,20% | 0       | 0,00%  | 20 000    | 0,05% | 323 280      | 0,80% | 121 230     | 0,30% | 202 050 | 0,50% |
| Bolívia               | 9 930 000   | 9 324 270   | 93,90%       | 0       | 0,00%  | 407 130     | 4,10%  | 0       | 0,00%  | 0         | 0,00% | 89 370       | 0,90% | 99 300      | 1,00% | 0       | 0,00% |
| Brazília              | 194 950 000 | 173 310 550 | 88,90%       | 40 000  | 0,02%  | 15 401 050  | 7,90%  | 0       | 0,00%  | 194 950   | 0,10% | 5 458 600    | 2,80% | 389 900     | 0,20% | 110 000 | 0,06% |
| Chile                 | 17 110 000  | 15 296 340  | 89,40%       | 0       | 0,00%  | 1 471 460   | 8,60%  | 0       | 0,00%  | 10 000    | 0,06% | 256 650      | 1,50% | 34 220      | 0,20% | 17 110  | 0,10% |
| Ecuador               | 14 460 000  | 13 606 860  | 94,10%       | 0       | 0,00%  | 795 300     | 5,50%  | 0       | 0,00%  | 0         | 0,00% | 43 380       | 0,30% | 0           | 0,00% | 0       | 0,00% |
| Falkland-szigetek     | 3 000       | 2 016       | 67,20%       | 9       | 0,30%  | 945         | 31,50% | 0       | 0,00%  | 6         | 0,20% | 0            | 0,00% | 24          | 0,80% | 0       | 0,00% |
| Francia Guyana        | 230 000     | 194 120     | 84,40%       | 2 070   | 0,90%  | 7 820       | 3,40%  | 3 680   | 1,60%  | 0         | 0,00% | 20 930       | 9,10% | 1 150       | 0,50% | 0       | 0,00% |
| Guyana                | 750 000     | 495 000     | 66,00%       | 48 000  | 6,40%  | 15 000      | 2,00%  | 186 750 | 24,90% | 0         | 0,00% | 1 500        | 0,20% | 4 500       | 0,60% | 0       | 0,00% |
| Kolumbia              | 46 290 000  | 42 818 250  | 92,50%       | 10 000  | 0,02%  | 3 055 140   | 6,60%  | 0       | 0,00%  | 0         | 0,00% | 370 320      | 0,80% | 40 000      | 0,09% | 0       | 0,00% |
| Paraguay              | 6 450 000   | 6 250 050   | 96,90%       | 0       | 0,00%  | 70 950      | 1,10%  | 0       | 0,00%  | 0         | 0,00% | 109 650      | 1,70% | 12 900      | 0,20% | 0       | 0,00% |
| Peru                  | 29 080 000  | 26 753 600  | 93,00%       | 0       | 0,00%  | 1 890 200   | 6,50%  | 0       | 0,00%  | 58 160    | 0,20% | 290 800      | 1,00% | 87 240      | 0,30% | 0       | 0,00% |
| Suriname              | 520 000     | 268 320     | 51,60%       | 79 040  | 15,20% | 28 080      | 5,40%  | 102 960 | 19,80% | 3 120     | 0,60% | 27 560       | 5,30% | 9 360       | 1,80% | 1 040   | 0,20% |
| Uruguay               | 3 370 000   | 1 951 230   | 57,90%       | 0       | 0,00%  | 1 371 590   | 40,70% | 0       | 0,00%  | 0         | 0,00% | 26 960       | 0,80% | 10 110      | 0,30% | 10 110  | 0,30% |
| Venezuela             | 28 980 000  | 25 879 140  | 89,30%       | 86 940  | 0,30%  | 2 898 000   | 10,00% | 0       | 0,00%  | 0         | 0,00% | 57 960       | 0,20% | 20 000      | 0,07% | 0       | 0,00% |
| Dél-Amerika           | 392 533 000 | 351 596 866 | 89,57%       | 670 159 | 0,17%  | 31 324 885  | 7,98%  | 293 390 | 0,07%  | 286 236   | 0,07% | 7 076 960    | 1,80% | 829 934     | 0,21% | 340 310 | 0,09% |

## Megjegyzés
1. ↑  több mint fele nem élte túl a fogva-tartást, az embertelen körülményeket és a hosszú hajóutat